# 남응중의 옥사
남응중의 옥사(南膺中의 獄事)는 1836년(헌종 2)에 몰락한 양반가 출신인 남응중이 은언군(恩彦君)의 손자를 왕으로 추대하고 반역을 도모하려다 적발된 사건을 말한다. 이들은 천안에서 역모를 꾀하였는데, 먼저 청주성을 점령한후 이곳을 기점으로 반란을 일으키려하였다. 그러나 천기영(千璣英)의 고변으로 거사 전에 발각되었고, 그 결과 남응중 이하 모든 관련자는 효수(梟首)되었다.
정조 사후 순조때부터 시작된 세도정치의 여파로 관리임명의 근간이 되는 과거제도 및 국가재정의 기본인 삼정의 문란 등으로 농촌이 피폐해지고 신분질서가 와해되며 국정이 혼란해지는 가운데 몰락한 양반가문의 출신들에 의해 벌어진 역모사건이다.

## 역사적 배경
1800년 정조의 치세가 끝나고 그와 반목했던 정순왕후가 11살의 어린 순조의 수렴청정을 하게 되었다. 그녀는 먼저 사교척결을 내세워 정적인 남인과 시파를 숙청하는 신유박해(1801)를 통하여 피바람을 일으켰다. 수백명이 죽고 정약용 등 많은 이들이 유배형에 처해지며 시파와 남인은 재기불가능한 지경에 이르렀다. 노론 벽파가 완전히 정권을 장악했으나 1803년(순조 3)부터 가믐, 평양과 함흥 그리고 종로, 창덕궁 등에 큰 불이 나며 민심이 흉흉해지자 1804년에 정순왕후가 일선에서 물러났다.
순조의 친정이 시작되자 장인 김조순이 득세하여 안동 김씨의 세도정치가 시작되면서 견제세력이 없는 세도정치가 조선사회를 병들게 했다. 19세기 들어 급격한 변화를 겪던 조선은 국가기강과 삼정이 문란해졌고, 농토에서 유리된 농민들은 유민이 되거나 임금 노동자로 전락해갔다. 양극화가 극심해지며 신분질서가 와해되어갔고, 농촌사회가 파탄지경에 이르자 홍경래의 난(1811)과 채수영의 난(1817)을 비롯한 크고 작은 민란이 전국적으로 일어나며 민심이 흉흉해졌다. 1827년, 순조는 외척세력을 누르고 난국을 타개하고자 효명세자의 대리청정을 통하여 안동김씨 세력을 견제하려했다.
그러나 효명세자의 외척인 풍양조씨 세력과 안동김씨 가문간에 다툼이 격화되며 척신정치의 폐해로 혼란만 가중되었다. 대리청정 3년만에 효명세자가 죽고 순조의 친정이 재개되자 안동김씨 가문의 세도정치가 부활했다. 1834년에 헌종이 8살에 즉위하자 대왕대비 순원왕후 김씨의 수렴청정으로인해  안동김씨의 세도정치가 이어지며 국정이 더욱 혼탁한 양상을 띄었다.

## 사건 개요

### 반란모의
남응중(1810~1836)은 한양(서울)에 거주하는 몰락한 양반가문의 후손이었다. 그의 출신 가문은 노론계였으며 그의 할아버지는 남채로(南綵老)와 아버지는 남이수(南履綏)는 벼슬을 하였으나 그의 대에 들어서 척신정치가 심화되면서 몰락의 길을 걷기 시작했다. 그는 조정에서 척신들의 횡포가 심하고 민심이 흉흉해지자 피난한다는 핑계로 충청도 천안(목천현)으로 이주하였다. 그는 그곳에서 1836년(헌종 2) 남경중·문헌주·남공언 등과 척신들의 횡포를 막고 새로운 왕을 추대하기 위한 반란을 모의하였다. 정조의 이복동생인 은언군의 손자를 왕으로 추대하기로 하고 자신은 도총집(都摠執), 남경중을 좌총집으로 하여 울릉도에서 군사를 동원하여 먼저 청주성을 점령한후 그곳을 근거지로 삼아 반란을 일으킨다는 기본 계획을 세웠다.

### 거사실패
대평리 중방박골에서 반란을 모의하여 계획을 세운후, 거사에 사용할 무기준비는 남의 눈을 피하기 위하여 상여를 이용하여 운반했다. 며칠마다 한 번씩 연춘리 쪽에서 상여에 무기를 싣고 와서 장사를 지내는 척하며 무기를 묘에 보관하였다. 거사준비가 진행되던중 그의 반란모의는 시흥의 이속(吏屬) 천기영(千璣英)이 사전에 고변함으로써 거사로 이어지기 전에 발각되고 말았다. 당시 관련자들이 모두 체포되자, 남응중은 일본으로 탈출하려고 동래에 있는 왜관에 들어가 왜인들에게 자신의 탈출을 도와줄 것을 간청하였지만, 거절당하고 도리어 그들에게 잡혀서 조선 관헌에게 인도되었다.

### 결과
남응중은 대역부도의 죄명으로 능지처참 당하였고 잘린 그의 머리는 왜관에 매달아 경계로 삼게 하였다. 또한 이 모의에 가담한 남경중·남공언·문헌주 등 20여 명을 극형에 처하였다. 고변자인 천기영은 대왕대비의 명령으로 오위장의 벼슬이 주어졌으며, 일본과의 우의를 두텁게 하는 의미에서 범인을 잡아 인도하여준 왜관의 관수왜(館守倭)에게는 은자(銀子) 1천 냥을 보냈다.

## 영향
1778년(정조 2) 정조의 이복동생 은언군이 홍국영(洪國榮)과 함께 역모했다는 벽파(僻派)의 무고에 따라 은언군의 아들 상계군이 음독사망하였다. 다음해에 은언군의 일가는 강화부(江華府) 교동(喬洞)으로 추방되어 유배생활을 시작했다. 은언군 일가는 왕족으로서 특권을 모두 박탈당한채 힘겨운 유배생활을 하다가, 1801년 신유박해때 은언군과 그의 부인 송씨, 며느리 신씨는 사사당한다. 이후 은언군의 후손들은 채수영의 난(1817년)때도 곤욕을 치루었으나, 1830년에 방면되었다가 이번사건으로 인해 다시 강화도 유배생활을 하게되었다.
훗날 1844년(헌종 10), '민진용 역모사건'에 은언군의 손자 이원경(훗날 회평군)이 가담하였다가 발각되어 사사되고 말았다. 생존한 은언군의 일가들은 죄인의 후손이자 형제가 되었으며 종친세력은 크게 위축되었다. 이로 인해 훗날 1849년에 은원군의 또 다른 손자 이원범이 철종으로 즉위했으나 외척에 의한 세도정권에 맞서 왕실의 권위와 정통성을 지키기가 어려운 상황이 되어 버렸다.

## 구전야화
충청남도 천안시 동남구 북면 대평리에는 '남응중의 거사' 실패에 관련된 이야기가 민간에 구전되어오고 있다. 남응중이 반란을 계획하고 있다는 사실을 알게된 그의 누이는 “벼 한 말 방아를 찧어서 쌀이 한 말 나오거든 거사를 시작하고, 만약 한 말에서 조금이라도 부족하면 후일을 기다리라.”라고 남응중에게 충고 하였다. 남응중은 누이의 말대로 벼 한 말을 방아로 찧어보니 쌀 아홉 되 밖에 안나왔다. 그러나 남응중은 참지 못하고 거사준비를 계속 진행하였고 결국 실패하였다.
벼 한 말을 찧어 쌀 한 말을 얻을 수 없음은 지극히 당연한 만고의 진리이다. 벼 한 말을 찧어 쌀 한 말을 얻게 되면 거사를 시작하라는 말은 절대로 거사가 성공할 수 없음을 예견한 것이라 할 수 있다. 즉 찧어보지 않아도 알수 있는 일이건만 벼를 찧어본것으로 볼때, 그만큼 세상물정과 이치에 둔한 자로 능력이 못미치기에 거사에 성공할 수 없으니 그만 두라는 말이었다. 이 이야기는 천안 문화원에서 1999년 12월에 발간한 『천안의 땅 이름 이야기』에 수록되어 있다.

## 같이 보기
- 신유박해 (1801년)
- 홍경래의 난 (1811년)
- 채수영의 난 (1817년)
- 민진용의 옥사 (1844년)